# Protolepidodendrales
Protolepidodendrales Berry, 1997 es un orden de Lycophyta que surgió a finales del periodo Silúrico y se extinguió a mediados del Carbonífero. Conocidas por sus restos fósiles eran plantas de porte herbáceo con hasta 30 cm de longitud que probablemente sean antecesores de Selaginellales y Lepidodendrales.
Morfológicamente estaban formados por un tallo principal postrado, rastrero o, posiblemente trepador que ramificaba dicótomamanete varias veces. Las ramificaciones se encontraban en posición erecta varios centímetros sobre el suelo y estaban, como los tallos principales, cubiertas por micrófilos lineares. Estos micrófilos tenían su extremo bi o trifurcado y se mantenían unidos a los ejes durante toda la vida de la planta. Las estructuras reproductivas de Protolepidodendrales, los esporofilos, eran morfológicamente idénticas a micrófilos y portaban en su superficie un único esporangio monospóreo en posición lateral.

## Morfología
Los restos fósiles más completos de representantes del orden Protolepidodendrales son los correspondientes a los géneros Protolepidodendron y especialmente Leclercqia. Estos restos muestran unos organismos con tallos rastreros o postrados que ramifican dicótoma e isótomamente dando lugar a ramificaciones de igual diámetro. Muchas de las ramificaciones, y a veces el ápice del tallo principal, aparecen erectos, elevándose del sustrato varios centímetros. Morfológicamente estos vegetales eran similares a los actuales licopodios, aunque de mayor tamaño llegando a alcanzar los 30 cm de longitud y 1 cm de diámetro. Toda la superficie de los tallos y las ramificaciones aparece completamente cubierta por micrófilos eligulados y ligulados en inserción helicoidal. Al contrario de lo que ocurre en Lepidodendrales los micrófilos de esta familia se mantienen unidos a los ejes durante toda la vida del vegetal. Característicamente los micrófilos del orden son lineares, con una única vena, poseen una base ensanchada y su extremo se encuentra bi o trifurcado formando estructuras muy complejas como el Leclercqia uncinata.
La reproducción de estos organismos es similar a la del resto de los representantes de Lycophyta, aunque en este caso se desconoce la morfología del gametofito. Los esporofilos de Protolepidodendrales son similares e indistiguibles de sus micrófilos salvo por la presencia de un único esporangio monospóreo en inserción lateral en su superficie. Estos esporofilos se encuentran asociados y limitados a zonas discretas de los tallos dando en ocasiones la apariencia de un estróbilo laxo o poco evolucionado. Los esporangios más frecuentes son ovales a reniformes con dehiscencia lateral y producen esporas triletas correspondientes a la palinoespecie Aneurospora.
En todos los tallos el sistema vascular presente es una actinostela mesarca o exarca con traqueidas escaleriformes a reticuladas similar a la presente en Asteroxylon aunque con 12 haces de xilema. A pesar de que algunos géneros de Protolepidodendrales son especialmente frecuentes se desconoce la morfología de su sistema radicular aunque se cree que pudiera estar formado por raíces adventicias desarrolladas en las zona de los tallos en contacto con el sustrato.